# Zona subarctică

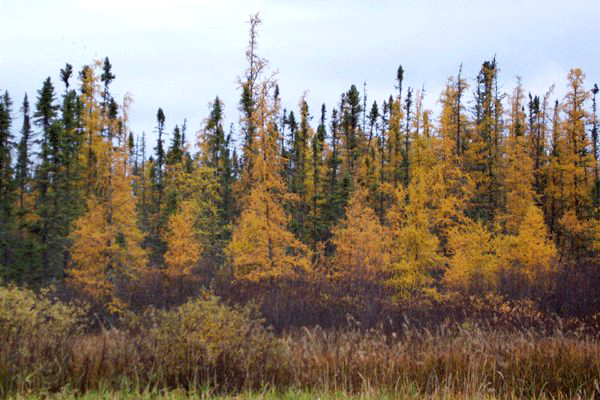
Vegetație subarctică în Canada

Zona subarctică numită și Subarctica este o regiune din emisfera nordică, situată în sudul imediat al Arcticii. Acoperă întinse arii în Canada, o mare parte din Alaska (SUA), Rusia, Scandinavia și Islanda. În general se încadrează între paralelele 50°N și 70°N.
În Subarctica este predominantă vegetația de tundră, cu unele desișuri rar întâlnite de conifere (taiga) și smârcuri. La granița cu zona temperată apar și pădurile mixte, de foioase și conifere, regiuni de stepă cu o climă continentală.
Zona este caracterizată printr-o climă rece cu o temperatură medie între -10 °C până la 0 °C.

## Vezi și
- Climatul subarctic (subpolar)

## Legături externe
- en  Subarctica Arhivat în 25 mai 2008, la Wayback Machine.